# Nazionale femminile di pallavolo della Francia
La nazionale femminile di pallavolo della Francia è una squadra europea composta dalle migliori giocatrici di pallavolo della Francia ed è posta sotto l'egida della Federazione pallavolistica della Francia.

## Rosa
Segue la rosa delle giocatrici convocate per la Volleyball Nations League 2025.
| N° | Nome                 | Ruolo | Data di nascita   | Squadra            |
| -- | -------------------- | ----- | ----------------- | ------------------ |
| 1  | Héléna Cazaute       | S     | 17 dicembre 1997  | Pro Victoria       |
| 3  | Amandine Giardino    | L     | 30 marzo 1995     | Neptunes de Nantes |
| 4  | Lauralee Blanc       | P     | 7 dicembre 2005   | Chamalières        |
| 6  | Marina Pezelj        | S     | 20 marzo 2006     | RC Cannes          |
| 7  | Iman Ndiaye          | O     | 13 gennaio 2002   | Sigorta Shop       |
| 9  | Nina Stojiljković    | P     | 1º settembre 1996 | Aydın BB           |
| 10 | Fatoumata Fanguedou  | C     | 27 giugno 2003    | Chamalières        |
| 11 | Lucille Gicquel      | O     | 13 novembre 1997  | Chieri '76         |
| 12 | Cyrielle Depié       | O     | 26 maggio 2007    | Levallois Paris    |
| 13 | Guewe Diouf          | S     | 15 giugno 2002    | UNI Opole          |
| 15 | Amandha Sylves       | C     | 29 dicembre 2000  | Pinerolo           |
| 21 | Éva Elouga           | C     | 14 ottobre 1999   | Venelles           |
| 35 | Énora Danard-Selosse | P     | 31 dicembre 2002  | Mulhouse           |
| 53 | Maéva Schalk         | S     | 14 dicembre 2005  | Volero Le Cannet   |
| 57 | Chloé Mayer          | C     | 28 luglio 1997    | Békéscsabai        |
| 63 | Émilie Respaut       | P     | 25 aprile 2003    | Venelles           |
| 75 | Auriane Biemel       | L     | 5 ottobre 1999    | Levallois Paris    |
| 88 | Amélie Rotar         | S     | 24 ottobre 2000   | Alba-Blaj          |
| 92 | Naomi Ngolongolo     | C     | 26 dicembre 2002  | Hermaea            |
| 98 | Sabine Haewegene     | S     | 9 maggio 1994     | Chamalières        |
| 99 | Juliette Gelin       | L     | 2 novembre 2001   | Pro Victoria       |

## Risultati

### Competizioni FIVB
| 1964 | non qualificata | -            |
| 1968 | non qualificata | -            |
| 1972 | non qualificata | -            |
| 1976 | non qualificata | -            |
| 1980 | non qualificata | -            |
| 1984 | non qualificata | -            |
| 1988 | non qualificata | -            |
| 1992 | non qualificata | -            |
| 1996 | non qualificata | -            |
| 2000 | non qualificata | -            |
| 2004 | non qualificata | -            |
| 2008 | non qualificata | -            |
| 2012 | non qualificata | -            |
| 2016 | non qualificata | -            |
| 2020 | non qualificata | -            |
| 2024 | 11º posto       | Convocazioni |

| 1952 | 7º posto        | Convocazioni |
| 1956 | 12º posto       | Convocazioni |
| 1960 | non qualificata | -            |
| 1962 | non qualificata | -            |
| 1967 | non qualificata | -            |
| 1970 | non qualificata | -            |
| 1974 | 16º posto       | Convocazioni |
| 1978 | non qualificata | -            |
| 1982 | non qualificata | -            |
| 1986 | non qualificata | -            |
| 1990 | non qualificata | -            |
| 1994 | non qualificata | -            |
| 1998 | non qualificata | -            |
| 2002 | non qualificata | -            |
| 2006 | non qualificata | -            |
| 2010 | non qualificata | -            |
| 2014 | non qualificata | -            |
| 2018 | non qualificata | -            |

| 2018 | non qualificata | -            |
| 2019 | non qualificata | -            |
| 2021 | non qualificata | -            |
| 2022 | non qualificata | -            |
| 2023 | non qualificata | -            |
| 2024 | 14º posto       | Convocazioni |
| 2025 | 9º posto        | Convocazioni |

### Competizioni CEV
| 1949 | 5º posto        | Convocazioni |
| 1950 | non qualificata | -            |
| 1951 | 4º posto        | Convocazioni |
| 1955 | non qualificata | -            |
| 1958 | 9º posto        | Convocazioni |
| 1963 | non qualificata | -            |
| 1967 | non qualificata | -            |
| 1971 | 13º posto       | Convocazioni |
| 1975 | non qualificata | -            |
| 1977 | non qualificata | -            |
| 1979 | 11º posto       | Convocazioni |
| 1981 | non qualificata | -            |
| 1983 | 10º posto       | Convocazioni |
| 1985 | 8º posto        | Convocazioni |
| 1987 | 7º posto        | Convocazioni |
| 1989 | 10º posto       | Convocazioni |
| 1991 | 9º posto        | Convocazioni |
| 1993 | non qualificata | -            |
| 1995 | non qualificata | -            |
| 1997 | non qualificata | -            |
| 1999 | non qualificata | -            |
| 2001 | 8º posto        | Convocazioni |
| 2003 | non qualificata | -            |
| 2005 | non qualificata | -            |
| 2007 | 8º posto        | Convocazioni |
| 2009 | 14º posto       | Convocazioni |
| 2011 | 10º posto       | Convocazioni |
| 2013 | 8º posto        | Convocazioni |
| 2015 | non qualificata | -            |
| 2017 | non qualificata | -            |
| 2019 | 21º posto       | Convocazioni |
| 2021 | 7º posto        | Convocazioni |
| 2023 | 6º posto        | Convocazioni |

| 2009 | 4º posto        | Convocazioni |
| 2010 | non qualificata | -            |
| 2011 | 6º posto        | Convocazioni |
| 2012 | 5º posto        | Convocazioni |
| 2013 | non qualificata | -            |
| 2014 | non qualificata | -            |
| 2015 | non qualificata | -            |
| 2016 | 8º posto        | Convocazioni |
| 2017 | 5º posto        | Convocazioni |
| 2018 | 11º posto       | Convocazioni |
| 2019 | 10º posto       | Convocazioni |
| 2021 | 5º posto        | Convocazioni |
| 2022 | 1º posto        | Convocazioni |
| 2023 | 5º posto        | Convocazioni |

### Competizioni zonali
| 1975 | non qualificata | -            |
| 1979 | 3º posto        | Convocazioni |
| 1983 | 2º posto        | Convocazioni |
| 1987 | non qualificata | -            |
| 1991 | 5º posto        | Convocazioni |
| 1993 | 2º posto        | Convocazioni |
| 1997 | 3º posto        | Convocazioni |
| 2001 | 3º posto        | Convocazioni |
| 2005 | 5º posto        | Convocazioni |
| 2009 | 6º posto        | Convocazioni |
| 2013 | 6º posto        | Convocazioni |
| 2018 | 4º posto        | Convocazioni |
| 2022 | 9º posto        | Convocazioni |

### Competizioni estinte
| 1993 | non qualificata | -            |
| 1994 | non qualificata | -            |
| 1995 | non qualificata | -            |
| 1996 | non qualificata | -            |
| 1997 | non qualificata | -            |
| 1998 | non qualificata | -            |
| 1999 | non qualificata | -            |
| 2000 | non qualificata | -            |
| 2001 | non qualificata | -            |
| 2002 | non qualificata | -            |
| 2003 | non qualificata | -            |
| 2004 | non qualificata | -            |
| 2005 | non qualificata | -            |
| 2006 | non qualificata | -            |
| 2007 | non qualificata | -            |
| 2008 | non qualificata | -            |
| 2009 | non qualificata | -            |
| 2010 | non qualificata | -            |
| 2011 | non qualificata | -            |
| 2012 | non qualificata | -            |
| 2013 | non qualificata | -            |
| 2014 | non qualificata | -            |
| 2015 | non qualificata | -            |
| 2016 | non qualificata | -            |
| 2017 | 27º posto       | Convocazioni |

| 2018 | non qualificata | -            |
| 2019 | non qualificata | -            |
| 2022 | 5º posto        | Convocazioni |
| 2023 | 1º posto        | Convocazioni |
| 2024 | non qualificata | -            |